# Gabriel Bonvalot
Pierre Gabriel Édouard Bonvalot, född 13 juli 1853, död 10 december 1933, var en fransk upptäcktsresande.
Bonvalot reste 1880 i det inre av Asien, 1886–1887 från Batum till Indus och var 1889–1890 ledare för den expedition, som prins Henri av Orléans företog tvärs genom Asien till Tonkin och som skildras i De Paris au Tonkin à travers le Tibet inconnu (1892).